# Chasmone argentea
Chasmone argentea là một loài thực vật có hoa trong họ Đậu. Loài này được (L.) E. Mey. mô tả khoa học đầu tiên năm 1836.